# 생태원구역
생태원구역은 가오슝 첩운 홍선의 1역이다.

## 역 구조

### 승강장
| 지면     | 출입구                              | 출입구                                           |
| 지하 1층 | 승강장                              | 출입구                                           |
| 지하 1층 | 승강장                              | 화장실                                           |
| 지하 2층 | 1호 플랫폼                          | ←가오슝 첩운 홍선 샤오강방면（가우슝 아레나 역） |
| 지하 2층 | 플랫폼，문의 왼쪽 / 오른쪽 열립니다 |                                                  |
| 지하 2층 | 2호 플랫폼                          | 가오슝 첩운 홍선 남강산방면（쭤잉/고속철도 역）→ |

## 역 출입구
역의 남쪽 끝에 위치한 출입구1，역의 북쪽 끝에 위치한 출입구2입니다.
- 출입구1：망쯔로, 송특로
- 출입구2：붜아이공원, 쭤잉궈종, 신광 초등학교